# Nia Jax
Savelina Fanene (* 29. Mai 1984 in Sydney, Australien) ist eine US-amerikanische Wrestlerin und steht aktuell unter dem Ringnamen Nia Jax bei World Wrestling Entertainment (WWE) unter Vertrag. Ihre bislang größten Erfolge sind der zweifache Erhalt der WWE Women’s Championship und der zweifache Erhalt der WWE Women’s Tag Team Championship.

## Biografie

### Frühes Leben
Savelina Fanene wurde als Tochter der Deutschen Renate und des Amerika-Samoaners Joseph Fanene in Sydney, Australien geboren, aufgewachsen ist sie aber hauptsächlich in Honolulu, Hawaii. Fanene entstammt der im Wrestling bekannten Anoaʻi Familie, der bekannte Wrestler und Schauspieler Dwayne Johnson ist ihr Cousin. Nachdem sie mit ihren Eltern nach Kalifornien umgezogen ist, hat sie die Carlsbad High School in San Diego und das Palomar College in San Marcos besucht, wo sie Basketball spielte. Vor und während ihrer Wrestlingkarriere war und ist Fanene als Model aktiv.

### World Wrestling Entertainment

#### Erster Run in der WWE (2014–2021)
Am 7. Mai 2015 debütierte Fanene unter dem Ringnamen Zada bei einer NXT internen Houseshow, wo sie ihr erstes Wrestlingmatch bestritt. In ihrem Debütmatch unterlag sie mit Devin Taylor in einem Tag Team-Match gegen Bayley und Carmella. Ihr offizielles NXT-Debüt gab sie unter ihrem heutigen Namen Nia Jax am 14. Oktober 2015 in einem Einzelmatch gegen Evie, welches sie gewinnen konnte. Bei NXT startete sie eine Siegesserie. Dabei besiegte sie eine Reihe von Aufbaugegnerinnen.
Sie bildete eine Allianz mit Eva Marie und fehdete erfolglos gegen Bayley um die NXT Women’s Championship. Auch gegen Bayleys direkte Nachfolgerin Asuka fehdete sie um die NXT Women’s Championship. Auch gegen sie blieb sie erfolglos.

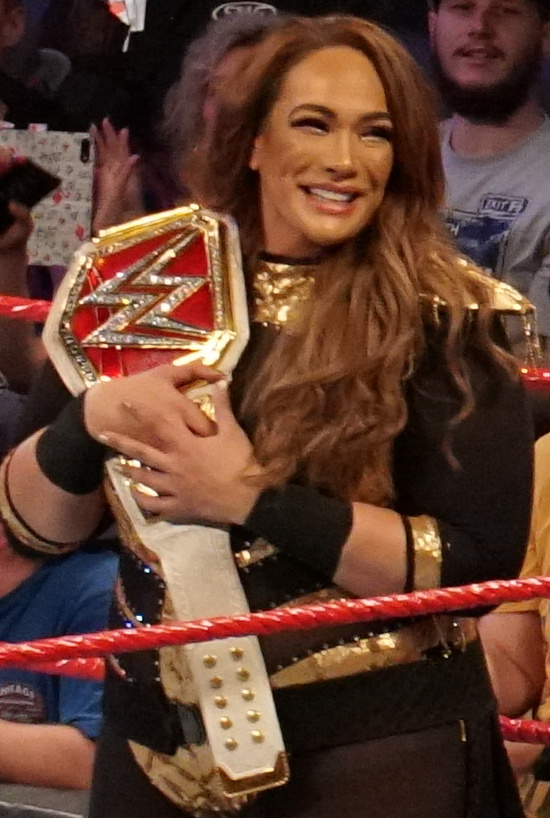
Jax hielt die WWE Women’s Championship zweimal

Am 19. Juli 2016 bei SmackDown wurde sie durch den WWE Draft 2016 dem Hauptkader von Raw zugewiesen. Bei Raw konnte sie erneut eine Siegesserie aufbauen. Auf Grund einer Storyline war sie die Partnerin des WWE Cruiserweight Champions Enzo Amore, diese „Beziehung“ endete aber, als Amore im Januar 2018 von der WWE suspendiert wurde.
Am 28. Januar 2018 nahm Jax beim Royal Rumble am ersten Royal Rumble Match der Frauen teil. Sie griff als Nummer 22 in das Match ein und konnte vier Frauen eliminieren, bevor sie selbst durch eine Allianz von sechs Frauen, nämlich von Asuka, Brie Bella, Nikki Bella, Bayley, Trish Stratus und Natalya aus dem Match geworfen wurde.
Nach zwei erfolglosen Versuchen, die ungeschlagene Asuka zu besiegen, wurde Jax im März plötzlich zum Fanliebling, nachdem sich ihre bis dahin beste Freundin Alexa Bliss öffentlich über ihr Aussehen und Verhalten lustig gemacht hatte. Diese Rivalität brachte ihr ein Titelmatch am 8. April 2018 bei Wrestlemania 34 ein, wo Jax mit der WWE Raw Women’s Championship zum ersten Mal in ihrer Karriere einen Titel gewinnen konnte. Ihren Titel verlor sie am 17. Juni 2018 bei Money in the Bank an Alexa Bliss, nachdem diese während des Titelmatches zwischen Jax und Ronda Rousey ihren Money in the Bank-Koffer eingelöst hatte. Bei WWE Extreme Rules löste Jax am 15. Juli 2018 in einem Match ohne Regeln ihre Rückmatchklausel gegen Bliss ein, konnte den Titel aber nicht zurückgewinnen.
Am 28. Oktober 2018 gewann Jax beim ersten rein weiblichen Großevent WWE Evolution eine 20 Women Battle Royal und sicherte sich dadurch erneut eine Titelchance in der nahen Zukunft. Bei der Survivor Series am 18. November 2018 war Jax Teil des Raw Teams im traditionellen 5-gegen-5 Survivor Series Elimination Match. An der Seite von Tamina Snuka, Mickie James, Bayley und Sasha Banks trat sie gegen das Team Smackdown an (Naomi, Sonya Deville, Carmella, Asuka und Mandy Rose) und konnte sich als letzte Kämpferin von Team Raw gegen Asuka als letzte Kämpferin von Team Smackdown durchsetzen und dadurch den Gesamtsieg für ihr Team perfekt machen. Beim Royal Rumble 2019 hatte sich Jax selbst in das Men’s Royal Rumble Match eingesetzt, hierfür schaltete sie R-Truth aus, welcher an Platz 30 in das Match starten sollte. Im März 2019 unterzog sie sich einer Operation an beiden Knien und fiel zunächst aus.
Im August 2020 kehrte sie zu den TV Shows zurück. Am 30. August 2020 gewann sie zusammen mit Shayna Baszler die WWE Women’s Tag Team Championship. Hierfür besiegten sie Bayley und Sasha Banks. Die Regentschaft hielt 112 Tage und sie verloren die Titel am 20. Dezember 2020 bei TLC: Tables, Ladders & Chairs an Asuka und Charlotte Flair. Am 31. Januar 2021 gewannen sie die Titel zurück, hierfür besiegten sie Asuka und Charlotte Flair. Die Regentschaft hielt 103 Tage und sie verloren die Titel schlussendlich am 14. Mai 2021 an Natalya und Tamina. Am 4. November 2021 wurde sie von der WWE entlassen.

#### Zweiter Run in der WWE (seit 2023)
Beim Royal Rumble am 28. Januar 2023 kehrte Jax überraschend als #30 beim Royal Rumble Match zurück, wurde jedoch kurz nach ihrem Einzug durch eine Teamaktion von allen verbliebenen Teilnehmerinnen eliminiert. Das restliche Jahr über wurde sie hauptsächlich in den WWE House Shows eingesetzt. Auch im Jahr 2024 nahm Jax am traditionellen Royal Rumble Match teil, kam als #19 ins Match und eliminierte während ihrer rund 20-minütigen Ringzeit zwar mit Xia Li, Ivy Nile, Piper Niven, Katana Chance, Valhalla, Shayna Baszler, Michin und Shotzi die meisten Teilnehmerinnen wurde aber durch die Debütantin Jade Cargill kurz vor Ende des Matches aus dem Ring geworfen.
Durch den WWE Draft wurde Jax als #7 am 26. April in das Roster von Smackdown gewählt und gleich als Teilnehmerin für das anstehende Queen of the Ring Turnier bekannt gegeben. Nachdem sie in Runde 1 Naomi, im Viertelfinale Jade Cargill und im Halbfinale Bianca Belair schlagen konnte, gewann sie bei der Großveranstaltung WWE King And Queen of the Ring in Dschidda, Saudi-Arabien im Finale gegen Lyra Valkyria und krönte sich zur neuen Queen of the Ring. Durch ihren Sieg bekam sie ein Titelmatch um die WWE Women’s Championship gegen Bayley bei  SummerSlam am 3. August 2024, welches sie gewann und zum zweiten Mal Titelträgerin wurde.

## Titel und Auszeichnungen

### Titel
- World Wrestling Entertainment
  - 2× WWE Women’s Champion
  - 2× WWE Women’s Tag Team Champion mit Shayna Baszler

### Auszeichnungen
- World Wrestling Entertainment
  - 2024: Queen of the Ring